# Charlotte Park
Charlotte Park ist ein census-designated place (CDP) im Charlotte County im US-Bundesstaat Florida. Das U.S. Census Bureau hat bei der Volkszählung 2020 eine Einwohnerzahl von 2.667 ermittelt.

## Geographie
Charlotte Park befindet sich direkt südlich des Stadtzentrums von Punta Gorda und wird vom Tamiami Trail (U.S. 41) tangiert. Der CDP liegt etwa 150 km südlich von Tampa.

## Demographische Daten
Laut der Volkszählung 2010 verteilten sich die damaligen 2325 Einwohner auf 1730 Haushalte. Die Bevölkerungsdichte lag bei 750 Einw./km². 96,0 % der Bevölkerung bezeichneten sich als Weiße, 1,2 % als Afroamerikaner, 0,6 % als Indianer und 0,7 % als Asian Americans. 0,5 % gaben die Angehörigkeit zu einer anderen Ethnie und 0,9 % zu mehreren Ethnien an. 4,6 % der Bevölkerung bestand aus Hispanics oder Latinos.
Im Jahr 2010 lebten in 10,1 % aller Haushalte Kinder unter 18 Jahren sowie 63,7 % aller Haushalte Personen mit mindestens 65 Jahren. 67,2 % der Haushalte waren Familienhaushalte (bestehend aus verheirateten Paaren mit oder ohne Nachkommen bzw. einem Elternteil mit Nachkomme). Die durchschnittliche Größe eines Haushalts lag bei 1,98 Personen und die durchschnittliche Familiengröße bei 2,32 Personen.
9,5 % der Bevölkerung waren jünger als 20 Jahre, 9,6 % waren 20 bis 39 Jahre alt, 19,7 % waren 40 bis 59 Jahre alt und 61,1 % waren mindestens 60 Jahre alt. Das mittlere Alter betrug 65 Jahre. 49,4 % der Bevölkerung waren männlich und 50,6 % weiblich.
Das durchschnittliche Jahreseinkommen lag bei 32.031 $, dabei lebten 5,5 % der Bevölkerung unter der Armutsgrenze.
Im Jahr 2000 war Englisch die Muttersprache von 94,80 % der Bevölkerung und spanisch sprachen 5,20 %.